# Shangpa Kagyü

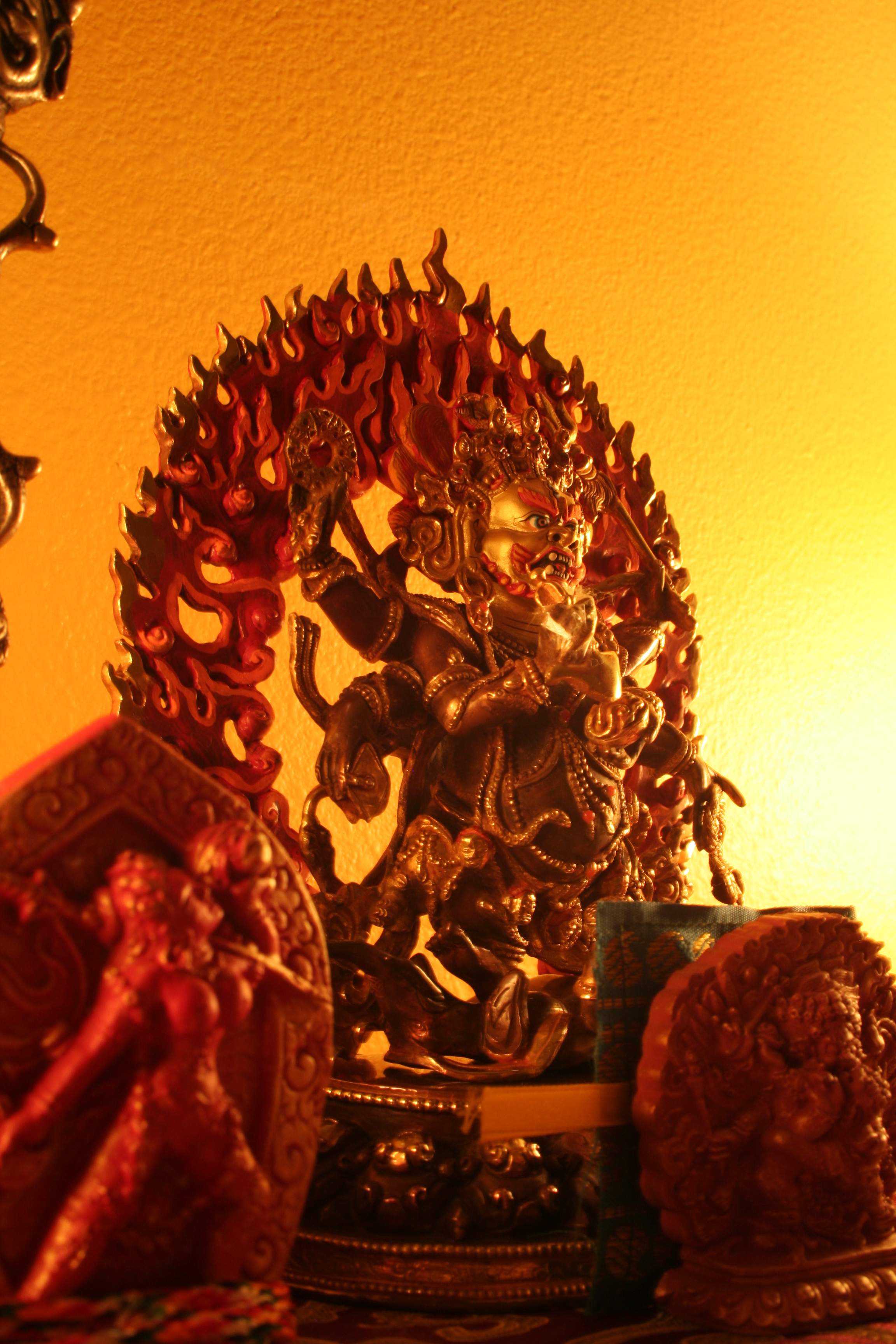
El Mahākāla de seis brazos, principal dharmapala del linaje Shangpa.

El Shangpa Kagyu (en tibetano, ཤངས་ པ་ བཀའ་ བརྒྱུད, Wylie: shangs pa bka 'brgyud, «Tradición oral del hombre de Shang») es conocido como el «linaje secreto» de la escuela Kagyu del budismo tibetano (Vajrayāna) y difiere en origen de las escuelas más conocidas de Dagpo Kagyu. Los Dagpo Kagyu son el linaje de Tilopa a través de su estudiante Naropa, a menudo rastreado a través del famoso estudiante de Naropa, Marpa Lotsawa y por lo tanto llamado «Marpa Kagyu», mientras que el linaje Shangpa desciende de la estudiante de Tilopa, Niguma, que era la hermana de Naropa, así como de las enseñanzas de Sukhasiddhi. Su fundador fue Khyungpo Naljor, alumno de ambas mujeres, cuyo monasterio en el Valle Shang dio nombre a la tradición. El principal dharmapala del linaje Shangpa es el Mahakala de seis brazos.
La tradición Shangpa fue revitalizada en el siglo XX por el primer Kalu Rinpoche, que tenía muchos estudiantes tanto en el Tíbet como en Occidente.

## Orígenes
El linaje Shangpa Kagyu fue fundado por el erudito tibetano del siglo XI Khyungpo Naljor. Buscando aumentar su comprensión de las enseñanzas que había recibido en el Tíbet, viajó a la India, donde conoció a la yoguini mística femenina Niguma. (Vajradhara Niguma es el nombre tibetano completo de la yoguini india Vimalashri). Khyungpo Naljor recibió muchas enseñanzas de ella; en particular, las enseñanzas de una tradición especial de Mahamudra y los «Seis Yogas de Niguma», que son similares pero no idénticos a los Seis Dharmas de Naropa.
Khyungpo Naljor era un yogui tibetano y el discípulo más famoso de Niguma. Él fue el único a quien le impartió sus enseñanzas más secretas. También conoció y estudió con la dakini Sukhasiddhi, otra mística y estudiante del mahāsiddha Virūpa, así como con Vajrāsana, Maitripa, Rāhula y otros.
Thang Tong Gyalpo fue otro yogui famoso instruido por Niguma en una visión. Comenzó su propia tradición religiosa (Wylie: thang lugs) dentro del linaje Shangpa Kagyu.
A su regreso al Tíbet, Khyungpo Naljor estableció un monasterio en Shang. Este era su asiento principal y se le conoció como el Lama de Shang. Aunque tenía fama de haber fundado cientos de monasterios y tenía miles de estudiantes, transmitió las enseñanzas de Niguma solo a uno de sus estudiantes, Mochok Rinchen Tsondru. El linaje Shangpa a menudo se conoce como el «linaje secreto» porque Niguma instruyó a Khyungpo Naljor para transmitir las enseñanzas a un solo estudiante durante las primeras siete generaciones, comenzando con Vajradhara y Niguma.
De Mochok Rinchen Tsondru, el linaje pasó a Kyergang Chokyi Senge, Nyenton Rigung Chokyi Sherab y Songjay Tenpa Tsondru Senge. Estas primeras siete transmisiones de las enseñanzas se conocen como las «Siete Grandes Joyas de la tradición Shangpa». Songjay Tenpa fue el primer maestro que dio estas instrucciones a más de uno de sus discípulos y, a partir de ese momento, se desarrollaron varias líneas de transmisión diferentes. La intención de mantener el linaje en secreto de esta manera era protegerlo de convertirse en una tradición monástica establecida. Como una de las tradiciones más esotéricas, estaba destinado a ser practicado en lugar de ser codificado.
Aunque las enseñanzas Shangpa fueron muy apreciadas y fueron asimiladas por muchas escuelas, la tradición en sí dejó de existir como escuela independiente con la disolución de los Jonangpas en el siglo XVII. Sin embargo, sus enseñanzas aún se practicaban y transmitían. En el siglo XIX, Jamgon Kongtrul reunió las transmisiones supervivientes y aseguró su continua supervivencia incluyéndolas en su Tesoro de instrucciones clave.
La transmisión del linaje también se ha incorporado a la escuela Sakya y otras escuelas Kagyu. Je Tsongkhapa, quien fundó la escuela Gelug, también estaba versado en la doctrina del Shangpa Kagyu.

### Titulares del moderno linaje
En el oeste, el maestro principal del linaje Shangpa Kagyu fue el primer Kalu Rinpoche. Recibió las enseñanzas del linaje a principios de la década de 1940 cuando fue a entrenarse en el Monasterio Tsa Tsa en el este del Tíbet. Se entrenó con el abad del monasterio, el octavo Tsa Tsa Drubgen Yizhin Norbu, también llamado Karma Singhe y el Maestro de la Corona Blanca. El regente del Karma Kagyu, Tai Situpa, describió a Yizhin Norbu como «uno de los maestros Kagyu más eruditos y consumados que viven ahora».
Allí, Kalu Rinpoche recibió el ciclo completo de las enseñanzas Shangpa durante un retiro cerrado. El monasterio de Tsa Tsa también es un importante Centro Dagpo Kagyu y conserva el movimiento Rimé. El Tsa Tsa Drubgen Yizhin Norbu murió a mediados de junio de 2005. Las tradiciones Shangpa están actualmente en manos de su regente y sucesor, el segundo Gyalten Thongwa Rangdrol.
Después de la muerte del primer Kalu Rinpoche, su alumno Bokar Tulku Rinpoche se convirtió en el principal poseedor del linaje. Después de la muerte de Bokar Tulku Rinpoche, Yangsi Kalu, un joven tulku que terminó un retiro de tres años de Shangpa en septiembre de 2008, se convirtió en el titular de la sede del linaje (el monasterio de Sonada en el norte de la India). Los otros poseedores actuales del linaje Shangpa son los lamas a quienes Vajradhara Kalu Rangjung Künchab les ha confiado, por ejemplo, Norla Rinpoche, Denys Rinpoche, así como Ven Mogchok Rinpoche que actualmente vive y enseña en Francia. Una lista de herederos contemporáneos de Kalu Rangjung Kunchab está disponible en el sitio web del centro de recursos Shangpa.
Wangchen Rinpoche es un poseedor del linaje actual, quien fue reconocido por Dorje Chang Kalu Rinpoche como «Kalu el Joven», su compañero de meditación en el Tíbet.

## Práctica y doctrina
Hay muchas enseñanzas únicas en la tradición Shangpa, pero las más importantes son «Las Cinco Enseñanzas Doradas», también llamadas las «Cinco Doctrinas Doradas de los Shangpas» (Wylie: shangs pa gser chos lnga), un grupo de enseñanzas concebidas como formando un árbol.
1. Las enseñanzas más íntimas son los «Seis Yogas de Niguma» o más propiamente llamados "Seis Dharmas de Niguma" (Wylie: ni gu'i chos drug) que son muy similares a los Seis Yogas de Naropa practicados por las escuelas Dagpo. Niguma incluye las enseñanzas sobre el calor, el cuerpo ilusorio, el estado de sueño, la pura claridad, la transferencia y el bardo (el estado intermedio entre la muerte y el nacimiento).
2. El siguiente nivel incluye «La tradición del relicario de Mahamudra», que combina las enseñanzas de Mahamudra de Niguma, Maitripa y Sukhasiddhi.
3. Las enseñanzas sobre los tres métodos para llevar el entendimiento de la meditación a las actividades diarias.
4. La práctica del desarrollo y finalización con las dakinis blancas y rojas.
5. La enseñanza de la naturaleza inmortal de la mente y el cuerpo.

## Lectura relacionada
- Sarah Harding Niguma, Lady of Illusion (Tsadra Foundation). Ithica: Snow Lion Publications (2012). ISBN 978-1559393614
- Jamgon Kongtrul  Timeless Rapture: Inspired Verses of the Shangpa Masters. Ithica: Snow Lion Publications (2004). ISBN 1-55939-204-5
- Kapstein, Matthew  “The Shangs-pa bKa'-brgyud: an unknown school of Tibetan Buddhism” in M. Aris and Aung San Suu Kyi (eds.), Studies in Honor of Hugh Richardson Warminster: Aris and Phillips, 1980, pp. 138–44.
- Kapstein, Matthew  “The Illusion of Spiritual Progress”, in Robert Buswell, ed., Paths to Liberation, Honolulu:  University of Hawaii Press, 1992. pp. 193–224
- Riggs, Nicole (2000) Like An Illusion: Lives of the Shangpa Kagyu Masters Dharma Cloud Press, Oregon. ISBN 0-9705639-0-6.
- 2nd Dalai Lama. Tantric Yogas of Sister Niguma, Snow Lion Publications, 1st ed. U. edition (May 1985), ISBN 0-937938-28-9 (10), ISBN 978-0-937938-28-7 (13)